# T-90
 (décembre 2022).
Si vous disposez d'ouvrages ou d'articles de référence ou si vous connaissez des sites web de qualité traitant du thème abordé ici, merci de compléter l'article en donnant les références utiles à sa vérifiabilité et en les liant à la section « Notes et références ».
Le T-90 est un char de combat russe associant le char T-72B et certains sous-systèmes du T-80U. Entré en service dans l'armée russe en novembre 1992, le T-90 est actuellement utilisé par dix pays.

## Développement et production

### Contexte
Au milieu des années 1980, l’Union soviétique produit trois chars : le T-64, le T-72 et le T-80. Bien que maintenir trois chars différents en service pour les mêmes missions représente un fardeau logistique important, ce système est maintenu pour des raisons politiques. Chaque modèle est en effet conçu dans une région différente et par conséquent choisir l’un d’eux comme modèle unique signifierait favoriser l’une d’elle aux dépens des autres.
Entrée en service en août 1973, le T-72, conçu par Uralvagonzavod (UVZ), est produit dans l’usine principale à Nijni Taguil ainsi qu’à Tcheliabinsk. Des trois modèles, c’est le moins coûteux et celui qui est le plus fabriqué, d’autant qu’il est le seul à être aussi produit sous licence hors de Russie. Une version améliorée, le T-72B, entre en production en 1985. Cette version va servir de base aux travaux sur l’Obj. 188.

### Développement
Un programme de modernisation du T-72B est officiellement lancé le 19 juin 1986. Celui-ci contient deux projets : l’Obiekt 188 prévoit d’améliorer le T-72B, mais sans être révolutionnaire, tandis que la conception de l’Obiekt 187 part en grande partie d’une feuille blanche. En cela, UVZ agit largement de sa propre initiative, le gouvernement n’ayant pas autorisé la conception d’un char entièrement nouveau. Plus grand que le T-72, l’Obiekt 187 comprend de nombreuses nouveautés : moteur plus puissant, nouveau canon 2A66, nouveau chargeur automatique, blindage nouvelle génération, etc..
Les ambitions pour l’Obiekt 188 sont bien plus modestes et sont essentiellement centrées sur l’introduction du système de conduite de tir du T-80U et du blindage réactif Kontakt-5. Les quatre premiers prototypes de l’Obiekt 188, appelés T-72BM, sont livrés en janvier 1989 et les essais se déroulent à partir du printemps. Les problèmes relevés sont corrigés dans deux autres prototypes, appelés T-72B amélioré, livrés en juin 1990 et testés jusqu’en septembre. Les résultats étant positifs, le ministère de la Défense recommande son adoption le 27 mars 1991, tandis que l’Obiekt 187 est abandonné à peu près au même moment.

### Dénomination
Deux points de vue s'opposent concernant la dénomination du T-90. 
Le schéma technique de l'Objet 188sb-3sb (le prototype qui donnera le T-90), le char est appelé T-72B amélioré (Усовершенствованный танк Т-72Б). Il est renommé T-88 au début des années 90 (88 correspondant à l'Objet 188) puis T-90 peu avant le début de la production, en 1992. Il est très probable que le nom "T-90" fasse référence au manuel technique de l'Objet 188sb-3sb daté de 1990.
Un second point de vue, notamment soutenu par l'auteur Steven Zaloga, serait que le char, d'abord appelé "T-72BU" fut renommé T-90 après la Guerre du Golfe en raison des performances du T-72. Le nom "T-72BU" serait enfaite une contraction abusive de la traduction anglaise de T-72B amélioré. Enfin, la théorie selon laquelle le char fût renommé T-90 en raison des performances du T-72 pendant la Guerre du Golfe n'est pas sourcée. 

### Production
La chute de l’Union soviétique le 26 décembre 1991 jette le pays dans le chaos. Non seulement le financement des projets de recherche s’interrompt, mais la Russie ne dispose plus au début de l’année 1992 que de deux usines de chars, les autres se trouvant désormais dans d’autres pays ou ayant dû fermer en raison des difficultés économiques. Le ministère de la Défense reconnaît qu’avoir deux chars en production simultanément, le T-80U produit à Omsk et le T-90 qui doit être produit à Nijni Taguil, est trop dispendieux. Aucune décision n’est toutefois prise pour choisir un modèle unique afin d’éviter de devoir fermer l’une des deux usines et le gouvernement se résout à commander des quantités minimales de l’un et l’autre modèle.
Le premier char de production est achevé le 30 septembre 1992. Celle-ci se poursuit à un rythme assez lent, treize T-90 étant produits en 1992 et une centaine entre 1992 et 1994. Le ministère de la Défense annonce en 1994 qu’il va choisir un modèle de char unique, mais le choix est encore une fois repoussé en raison des pressions des gouvernements provinciaux qui craignent de perdre leur usine si leur modèle n’est pas celui retenu. La guerre de Tchétchénie nuit toutefois à la réputation du T-80 au sein du ministère de la Défense en raison des pertes subies face à un adversaire considéré inférieur et en janvier 1996, celui-ci annonce que le T-90 est sélectionné comme modèle unique. Néanmoins, la décision ne fait pas l’unanimité et est ouvertement critiquée, notamment par le général Galkine, chef du GBTU.

## Exportations
Afin de maintenir la production à un niveau raisonnable en dépit du faible nombre de commandes intérieures, le gouvernement russe autorise la commercialisation du T-90 vers 1996, sous le nom de T-90S. Celui-ci fait sa première apparition internationale au salon IDEX d’Abou Dabi en février 1997. Il y attire l’attention de la délégation indienne et les négociations se concluent en mai 1998 avec un accord préliminaire pour la vente de 310 T-90S, à condition que leurs performances soient validées par des essais.

## Histoire opérationnelle
- Tchétchénie : les chars T-90 ont été déployés en Tchétchénie, de même que le blindé de déminage BMR-3M chargé de l’ouverture des routes.
- Bosnie : des IMR-2MA du génie russe ont été déployés sous les couleurs de la SFOR.
- Des T-90 algériens sont déployés lors de la prise d'otages d'In Amenas en janvier 2013[14].
- Guerre du Donbass: Des T-90A appartenant à la 136e brigade de fusiliers motorisés de la Garde sont déployés en Octobre 2014 dans l'Oblast de Louhansk. Ils prennent part à des combats près de l'aéroport de Louhansk[15].
- Guerre civile syrienne : des chars T-90 sont déployés en Syrie à partir de l'automne 2015[16]. Des exemplaires aux mains de l'armée syrienne ont été utilisés en appui de troupes autour d'Alep. Lors de la bataille de Khanasser, l'un d'eux a démontré une bonne résistance au missile BGM-71 TOW[17],[18] tiré par des jihadistes de l'État islamique, Al Nosra ou Jound al-Aqsa[19]. La survie du char semble liée à son système de blindage, le missile ayant touché le véhicule mais sans provoquer d'explosion interne[20].
- Haut-Karabagh : lors de la guerre de 2020 au Haut-Karabagh, l'Azerbaïdjan a employé des chars T-90 contre les troupes arméniennes. Au moins trois T-90 ont été détruits par les Arméniens[21].
- Ukraine : lors de l'invasion russe en Ukraine en 2022, la Russie a utilisé des T-90 dans le Donbass en plus de ses T-72 et T-80. Au 20 juillet 2024, 40 T-90A, 1 T-90AK, 10 T-90S et 100 T-90M sont documentés comme détruits, abandonnés ou capturés lors des combats[22],[23]. En décembre 2022, 200 autres T-90M sont envoyés, par la Russie, dans le Donbass[24].

## Caractéristiques

### Mobilité

#### Motorisation

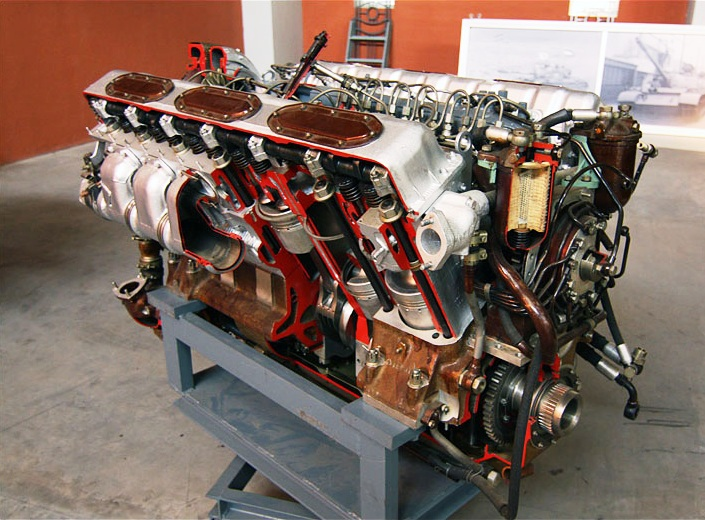
Le T-90 reprend le moteur Diesel V-84-1 du T-72B.

Le T-90 reprend le moteur V-84-1 du T-72B qui développe 840 chevaux à 2 000 tr/min grâce à une suralimentation à impulsions ; le compresseur centrifuge est toujours entraîné mécaniquement par le vilebrequin mais reçoit également la pression nécessaire des gaz d’échappement. Son couple maximal de 3 479 N m atteint à 1 400 tr/min pour une consommation spécifique de carburant de 247 g/kWh.
Le T-90A utilise le moteur V-92S2, plus puissant grâce à l'utilisation d'un système d'injection directe et d'une suralimentation refroidie (intercooler). Le moteur développe une puissance de 1 000 ch à 2 000 tr/min. Son couple maximal est de 3 920 Nm pour une consommation spécifique de carburant de 212 g/kWh.
Le T-90M utilise le moteur V-92S2F développant 1 130 ch, il possède de nouveaux turbos ; l'échappement, le système de refroidissement et le circuit carburant sont revus. Le carter, le vilebrequin et l'ensemble bielles-pistons ayant été renforcés, le moteur est 30 kg plus lourd que le V-92S2 du T-90A ; ce moteur est également utilisé sur le T-72B3M entré en service dans l'armée russe en 2016. Il est aussi proposé sur la version exportation T-90MS.

#### Transmission et direction
Le T-90 reprend les deux boîtes de vitesses latérales utilisées sur le T-72. Elles assurent l'entraînement des chenilles et la direction du char. Chacune des boîtes de vitesses comporte sept rapports en marche avant et un en marche arrière, le passage des rapports s'effectue manuellement, à l'aide d'un embrayage et d'un levier de vitesses. Deux leviers assurent la direction du char.
Le T-90M est équipé d'une boite de vitesse robotisée.

#### Train de roulement
La suspension comporte six galets de roulement en aluminium moulé sous pression d'un diamètre de 750 mm et trois rouleaux porteurs, un barbotin à l'arrière et une poulie tendeuse à l'avant. Le débattement vertical des bras de suspension varie selon la barre de torsion, de 358 à 370 mm. Les premiers, deuxièmes et sixièmes galets de roulement comportent chacun un amortisseur rotatif hydraulique.

### Protection

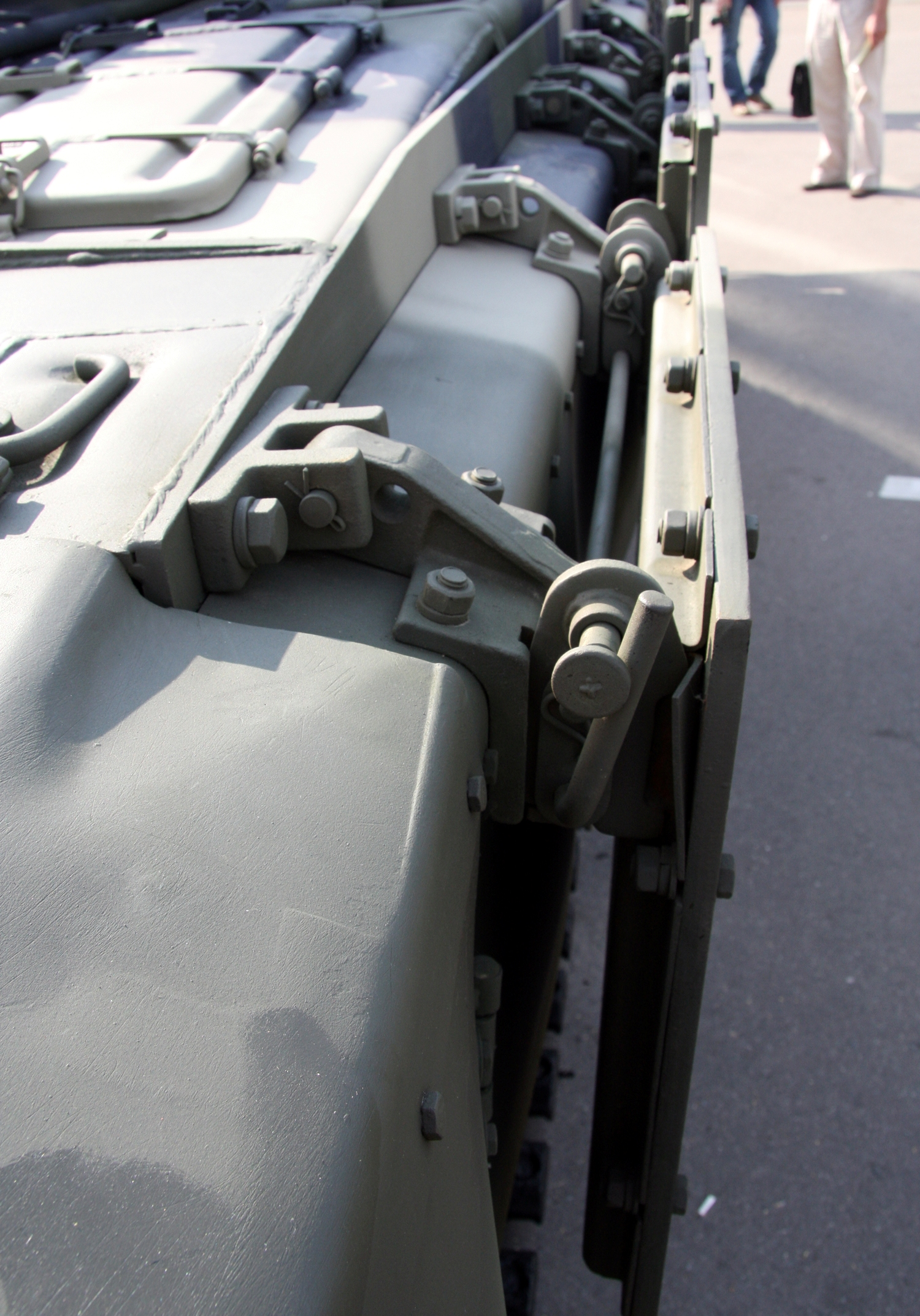
Les trois panneaux montés de chaque côté du char font partie du blindage réactif explosif Kontakt-5, ils contiennent chacun six éléments réactifs 4S22 de 1.36 kg renfermant 280 grammes d'explosif.

#### Tourelle
Le T-90 reprend la tourelle moulée du T-72B, les coins avant et une partie du toit de la tourelle étant recouverts par un blindage réactif explosif lourd Kontakt-5, utilisant des éléments réactifs 4S22.
Le T-90 et le T-90A sont équipés de l’APS Shtora-1 capable de perturber le guidage des missiles antichars guidés par SACLOS.
Le T-90A possède une nouvelle tourelle ; son architecture est identique à celle du T-90, mais elle est assemblée par mécano-soudure de tôles d'acier d'une dureté supérieure à celle de l'acier moulé.
Le T-90M possède une nouvelle tourelle, très similaire à celle du T-90A, à l'exception de sa nuque plus allongée et la partie avant de son toit présentant une pente moindre (78° contre 84°). Elle est en partie recouverte par un blindage réactif explosif Relikt, utilisant des sandwiches réactifs 4S23, il est plus performant que le Kontakt-5 face aux obus-flèches.

#### Caisse
Le glacis du T-90 présente une inclinaison de 68° : il est constitué d'une plaque externe en acier de 25 mm d'épaisseur protégeant les éléments du blindage réactif explosif Kontakt-5. Ces derniers reposent sur un premier sandwich PAC (50 mm d'acier /5 mm de caoutchouc /3 mm d'acier) séparé du deuxième (3 mm d'acier /5 mm de caoutchouc /60 mm d'acier) par une lame d'air de 19 mm. Un revêtement antiradiations de 10 mm d'épaisseur sépare le deuxième sandwich PAC de la plaque de fond en acier, épaisse de 60 mm.
La composition du blindage de caisse des T-90A et T-90M ne sont pas connues. Sur le T-90M, le Kontakt-5 présent sur le glacis et les flancs du char est remplacé par du blindage réactif explosif Relikt.

### Armement et équipement

#### Armement principal
Le T-90 possède un canon à âme lisse 2A46M-2 de 125 millimètres d'une longueur de 48 calibres (6 mètres). Il est doté d'un système de stabilisation 2E42-4 Zhasmin fonctionnant sur deux plans, la stabilisation en site (plan vertical) étant assurée par un système électrique donnant une marge d'erreur inférieure à 0,4 mil au niveau de la précision, celle en gisement (plan horizontal) fonctionnant à l'aide d'un système électro-hydraulique avec une précision de l'ordre de 0,6 mil. Le canon est recouvert d'un manchon anti-arcure.
Vingt-deux obus sont prêts à l'emploi dans le carrousel du chargement automatique, les 21 autres sont sanglés aux parois du compartiment de combat. Les charges propulsives sont logées individuellement dans des alvéoles formées dans les réservoirs de carburant situés devant et derrière le carrousel. Les réservoirs forment une protection supplémentaire, le gazole ayant un point d'inflammabilité assez élevé.
La gamme de munitions de 125 mm utilisée par les T-90 de l'armée russe comprend :
- 3BK18 : un obus explosif à charge creuse empenné de 19 kg, il contient 1,76 kg d'explosif OKFOL ou 1,637 kg d'A-IX-1. Il utilise une charge propulsive 4Zh40 ou 4Zh52 lui donnant une vitesse initiale de 905 m/s. Il est capable de perforer une plaque d'acier à blindage de 534 mm d'épaisseur[26].
- 3BK18M : identique au 3BK-18 à l'exception du cône en acier de sa charge creuse remplacé par un cône en cuivre, plus coûteux mais améliorant de 10% sa capacité de perforation.
- 3OF26 : un obus explosif à fragmentation. La masse du projectile est de 23,3 kg, il contient 3,4 kg d'explosif A-IX-2 pour une vitesse initiale de 850 m/s. Sa portée maximale est de 12 200 m.
- 9M119M Invar : un missile guidé antichar tiré par canon, sa portée minimale est de 75 m et sa portée maximale est de 5 000 m qu'il atteint en 17,6 secondes à la vitesse de croisière de 400 m/s. Sa charge militaire comprend deux charges creuses montées en tandem donnant au missile une capacité de perforation de 700 mm.
- 3BM32 Vant : un obus-flèche en alliage d'uranium appauvri entré en service en 1985. La flèche sans son sabot de lancement pèse 4,7 kg (6,8 kg avec sabot). Il est tiré avec la charge de poudre 4Zh63 lui donnant la vitesse initiale de 1 710 m/s. La flèche est capable de percer un blindage en acier d'une épaisseur de 430 mm ou 250 mm sous une incidence de 60°.
- 3BM42 Mango : un obus-flèche en alliage de tungstène entré en service en 1986. La flèche sans son sabot de lancement pèse 4,85 kg (7,05 kg avec sabot). Il est tiré avec la charge de poudre 4Zh63 lui donnant la vitesse initiale de 1 700 m/s. La flèche est capable de percer un blindage en acier d'une épaisseur de 450 mm ou 230 mm sous une incidence de 60°.
- 3BM42M Lekalo : un obus-flèche en alliage de tungstène entré en service en 2020[27]. Il est tiré avec la charge de poudre 4Zh63 lui donnant la vitesse initiale de 1 750 m/s. La flèche est capable de percer un blindage en acier d'une épaisseur de 650 mm.

Le T-90A possède un carrousel modernisé conçu pour accueillir des munitions plus longues comme la munition de 125 mm 3BM60 Svinets-2 dont l'obus flèche encartouché mesure 73,5 cm de longueur. La mémoire mécanique fonctionnant à l'aide d'un disque gravé laisse place à une mémoire numérique travaillant avec un algorithme pour optimiser la sélection de la munition à charger en fonction de sa position dans le carrousel.
- 3BM60 Svinets-2 : un obus-flèche en alliage de tungstène. Il est tiré avec la charge de poudre 4Zh96 Ozon-T lui donnant la vitesse initiale de 1 660 m/s. La flèche est capable de percer un blindage en acier d'une épaisseur égale ou supérieure à 300 mm sous 60° d'incidence. Dévoilée lors du salon de l'armement Army-2020 à Patriot Park, en août 2020, cette munition flèche a été aperçue sur le champ de bataille ukrainien en février 2023[28],[29].

#### Armement secondaire
L'armement secondaire comprend une mitrailleuse PKTM de 7,62 mm, montée de façon coaxiale au canon de 125 mm, elle est alimentée à raison de 2 000 coups. Une mitrailleuse lourde NSV de calibre .50 (12,7 mm) montée sur le tourelleau du chef de char et disposant de 300 cartouches est opérée depuis l'intérieur de la tourelle.

Sur le T-90M, la mitrailleuse lourde de 12,7 mm, de typeKord est montée sur le viseur panoramique armé du chef de char.

#### Optiques et conduite de tir
T-90:
Le tireur dispose de:
- un viseur de jour 1G46, lui permettant de repérer des cibles jusqu'à une distance de 5 000 mètres. Le 1G46 est monté sur le toit, à gauche du canon de 125 mm, il possède une capacité de grossissement de × 2,7 avec un angle de vue de 20° à × 12 avec un angle de vue de 4°. Il est stabilisé sur les deux plans avec une marge d'erreur de 0,2 mil sur l'alignement. Il comprend aussi un télémètre laser 1A43 mesurant des distances comprises entre 400 et 5 115 mètres ;
- un viseur nuit TPN-4-49-23 Buran-PA  Ce viseur de nuit est monté à gauche du viseur de jour 1G46, mais en retrait, juste devant la trappe du tireur. En mode dit passif, il permet de réaliser des tirs de nuit jusqu'à une distance de 1 200 mètres, cette distance pouvant être portée à 1 500 mètres en utilisant les brouilleurs optiques OTShU-1-7 du système de contremesure Shtora comme phare infrarouge.

Le chef de char dispose de :
- un système d'observation PNK-4S comprenant un périscope électro-optique TKN-4S Agat-S permettant l'observation de jour à plus de 4 000 mètres avec un grossissement de × 7,6 avec un angle de vue de 7°. Un intensificateur de lumière intégré au périscope offre une vision la nuit jusqu'à 700 mètres avec un grossissement × 5,2 avec un angle de vue de 7,4°. La vision nocturne peut aussi être assurée par un système infrarouge dit actif, un phare infrarouge OU-3GA2M[30] peut alors être monté aux côtés de la mitrailleuse, sur le tourelleau, il éclaire jusqu'à une distance de 800 mètres avec des rayons invisibles à l'œil nu. Il est nécessaire de monter des filtres infrarouges sur les optiques pour permettre ce type de vision nocturne ;

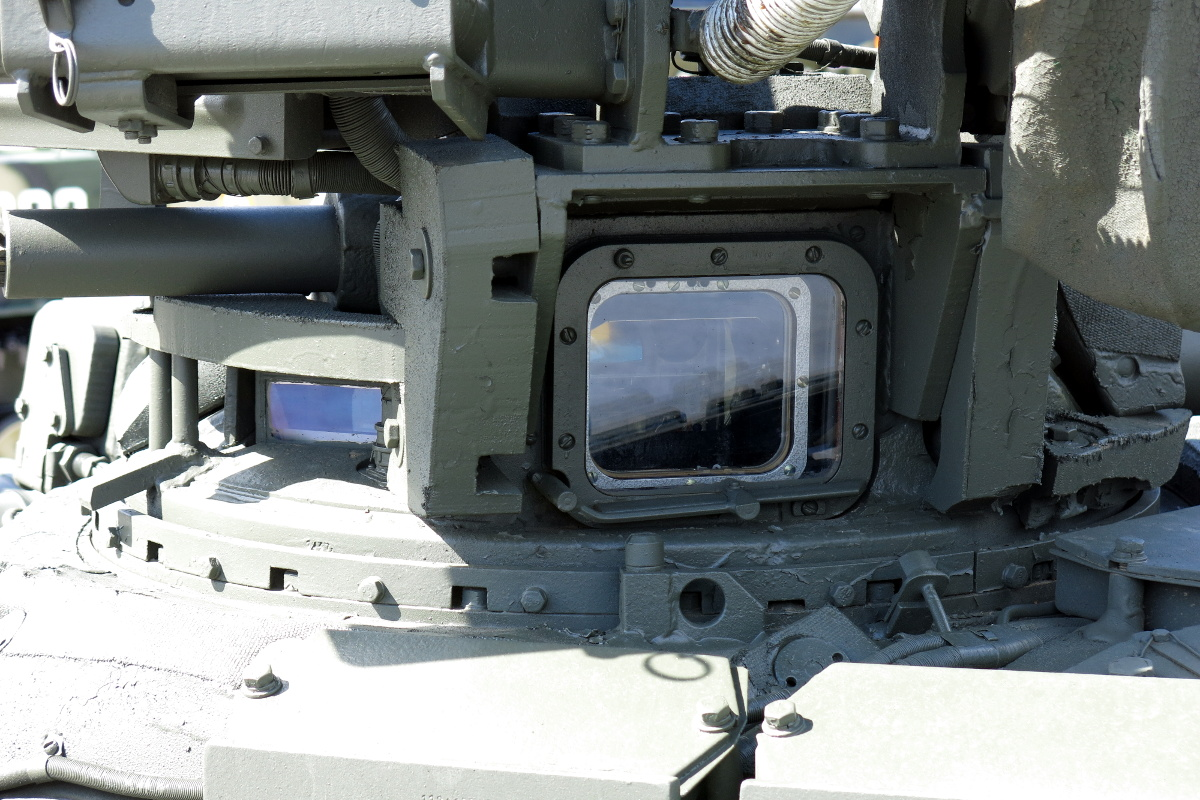
Le viseur du chef de char T01 K04 TKN-4 AGAT-MP monté dans le tourelleau rotatif du T-90A.

- un viseur monoculaire PZU-7 monté sur l'affût supportant la mitrailleuse lourde, couplé au mécanisme d'élévation de l'arme. Outre le dispositif de dégivrage, la surbrillance du réticule est ajustable. Le mécanisme ZPU 1ETs29 offre deux modes de pointage pour la mitrailleuse téléopérée : automatique et semi-automatique.

- La conduite de tir est assurée par un calculateur balistique 1V528-1 faisant partie du système informatisé 1A45T Irtysh.

T-90A:
Le tireur dispose de:
- Sur le T-90A russe (à partir de 2006) et le T-90S indien, le viseur de nuit Buran-M est remplacé par un viseur ESSA incorporant un imageur thermique Catherine-FC de la firme française Thales. La vision thermique offre deux types de zoom, permettant d'identifier des cibles potentielles à une distance de 2 400 mètres et cela par tous les temps, la portée maximale est de 4 600 mètres. L'image filmée est affichée sur les écrans de télévision du tireur et du chef de char. Le champ de vision du viseur ESSA est synchronisé avec le viseur de jour 1G46 pour une plus grande souplesse d'utilisation.

Le chef de char dispose de :
- un système d'observation PNK-4S comprenant un périscope électro-optique TKN-4S Agat-S permettant l'observation de jour à plus de 4 000 mètres avec un grossissement de × 7,6 avec un angle de vue de 7°. Un intensificateur de lumière intégré au périscope offre une vision la nuit jusqu'à 700 mètres avec un grossissement × 5,2 avec un angle de vue de 7,4°. La vision nocturne peut aussi être assurée par un système infrarouge dit actif, un phare infrarouge OU-3GA2M[30] peut alors être monté aux côtés de la mitrailleuse, sur le tourelleau, il éclaire jusqu'à une distance de 800 mètres avec des rayons invisibles à l'œil nu. Il est nécessaire de monter des filtres infrarouges sur les optiques pour permettre ce type de vision nocturne ;Le viseur du chef de char T01 K04 TKN-4 AGAT-MP monté dans le tourelleau rotatif du T-90A.
- un viseur monoculaire PZU-7 monté sur l'affût supportant la mitrailleuse lourde, couplé au mécanisme d'élévation de l'arme. Outre le dispositif de dégivrage, la surbrillance du réticule est ajustable. Le mécanisme ZPU 1ETs29 offre deux modes de pointage pour la mitrailleuse téléopérée : automatique et semi-automatique.
- Un écran permettant de copier l'image du viseur ESSA utilisé par le tireur.

T-90M:
Le tireur dispose de:
- Viseur PNM-T (voie jour et thermique) intégrant un télémètre laser, ce viseur est équipé de l'imageur thermique russe de 3ème génération TPK-K utilisant la matrice FEM-18-03. Le tireur dispose également du viseur auxiliaire PDT (voie jour vidéo).

Le chef de char dispose de :
- un viseur panoramique PKP (voie jour vidéo et thermique) intégrant un télémètre laser et couplé à une mitrailleuse Kord de 12,7mm, le viseur est placé derrière la trappe du chef de char. Ce viseur est aussi équipé de l'imageur thermique russe TPK-K.

Le T-90M est équipé de la conduite de tir Kalina.

## Versions

### T-90

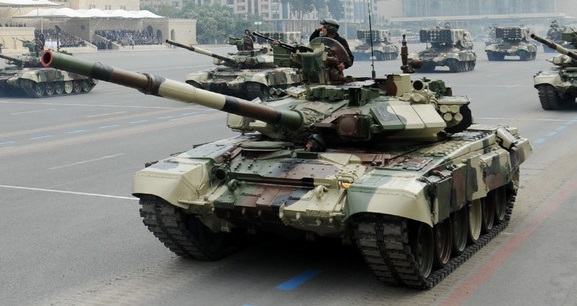
T-90 azéris.

- T-90 (Objet 188) : version initiale basée sur le T-72B obr. 1989. Elle reprend certains composants du T-80U comme le viseur du tireur 1G46, le tourelleau du chef de char opéré sous blindage avec viseur PNK-4S, la conduite de tir 1A45T (modification de la 1A45), le système de guidage du missile 9S515 permettant de tirer le missile guidé antichar tiré par le canon 9M119M Refleks. Elle intègre également le viseur de nuit TPN-4 Buran (T01-K01) et la sonde aérologique DVE-BS. Le char est équipé du système de protection active Shtora, Plus de 120 exemplaires sont fabriqués entre 1992 et 1996. A partir de 1996 les chenilles à axe sec RMSh sont remplacées par des chenilles à connecteurs UMSh développées initialement pour le T-80. La pointe avant du glacis est équipée d'une plaque de fixation TBS-86 avec six boulons permettant de monter une charrue de déminage. Nouvelle lame d'auto-enfouissement montée à l'avant de la caisse.
- T-90K (Objet 188K): char de commandement basé sur le T-90. Il est équipé d'un système de navigation GLONASS TNA-4-3 ainsi qu'une radio supplémentaire R-163-50K[31]. Le tireur dispose d'un viseur Agava-2 (T01-P02T) intégrant une caméra thermique à la place du TPN-4 Buran fonctionnant par amplification de la lumière résiduelle. Il est reconnaissable par ses deux grandes antennes sur le toit de sa tourelle. Deux exemplaires sont fabriqués en 2004.

### T-90A
- T-90A (Objet 188A) : entré en service en 2004 dans l'armée russe, le T-90A incorpore une nouvelle tourelle hexagonale assemblée par mécano-soudure ainsi qu'un nouveau moteur plus puissant, le V-92S2 développant 1 000 ch, il possède le viseur de nuit T01-K05 équipé d'un système d'intensification de lumière Buran-M. Le carrousel à munitions du chargement automatique a été modifié pour accueillir des obus flèches plus longs. A partir de 2006 les T-90A sont produits avec le viseur ESSA (prévu initialement) à la place du viseur nuit Buran-M, il est équipé de nouveaux réservoirs auto-obturants augmentant sa capacité en carburant de 100 litres.
- T-90AK (Objet 188A1K) : version de commandement du T-90A, elle est reconnaissable par sa grande antenne radio montée à côté du viseur du tireur. 14 exemplaires produits en 2006.
- T-90A (Objet 188A2) : T-90A équipé temporairement, en 2010, d'un assistant de navigation Sozvezdie-2M fonctionnant à l'aide du système de positionnement par satellites GLONASS russe. Il était reconnaissable par ses deux grandes antennes montées sur le toit de sa tourelle.
- T-90AK (Objet 188A2K) : char de commandement T-90AK équipé temporairement, en 2010, d'un assistant de navigation Sozvezdie-2M fonctionnant à l'aide du système de positionnement par satellites GLONASS. Il était reconnaissable par ses deux grandes antennes montées sur le toit de sa tourelle. Un groupe auxiliaire de puissance est monté sur le déport de caisse, au-dessus du barbotin gauche.

T-90M

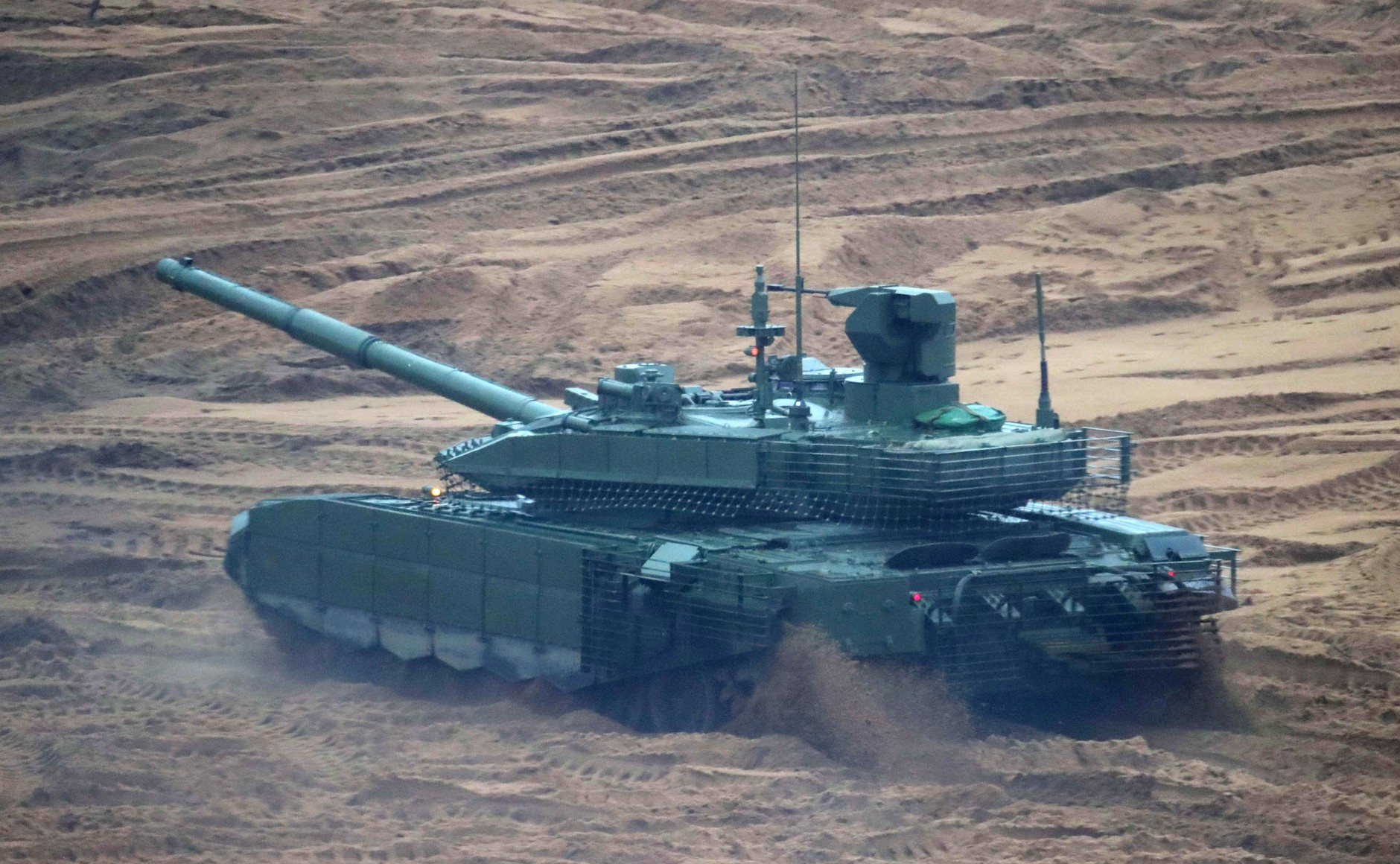
Le prototype du T-90M évoluant sur un terrain d'essai situé dans le raïon de Louga, lors des manœuvres militaires Zapad 2017, en 2017.

- T-90M Proryv-3 (Objet 188M) : sur la base d'une partie des améliorations proposées sur le T-90MS dont notamment une nouvelle tourelle, le blindage réactif explosif Relikt, le moteur V-92S2F de 1 130 chevaux, une boite de vitesse robotisée, le viseur tireur jour-nuit PNM-T, le viseur tireur auxiliaire PDT et le viseur panoramique armé UDP T05BV-1 avec la conduite de tir Kalina, le groupe auxiliaire de puissance DGU7-27. Des filets de protection statistiques entourent la jonction tourelle-caisse. Certains exemplaires ont reçu un camouflage multispectral Nakidka et Ternovnik. Les premiers exemplaires ont été livrés à l'armée russe durant le printemps 2020.

### Modèles proposés sur les marchés étrangers
- T-90S obr. 1994 (Objet 188S) : version simplifiée du T-90 original destinée au marché de l'exportation. Elle est dépourvue du système de protection active Shtora ainsi que du système de guidage de missile 9S515 permettant le tir de missiles guidés antichars tirés par canon.
- T-90S obr. 1999 (Objet 188SM) : appelé également T-90SM, ce prototype a servi de base aux T-90S vendus dans différents pays. Il reprend les trois améliorations des T-90 fabriqués à partir de 1996 pour l'armée russe mais possède également une nouvelle tourelle mécano-soudée, un viseur de nuit ESSA pour le tireur intégrant une caméra thermique Catherine-FC de la firme Thales, un moteur V-92S2 de 1 000 ch.
- T-90S obr. 2001 Bhishma : modèle basé sur le prototype du T-90SM (Objet 188SM) et utilisé par l'armée indienne. Le premier lot de 40 exemplaires possédait encore la tourelle moulée héritée du T-72B, et il est dépourvu du système de protection active Shtora. Un phare infrarouge est monté sur le tourelleau du chef de char et la batterie de six lance-pots fumigènes montée à droite de la tourelle possède une inclinaison différente.
- T-90SK obr. 2001 : char de commandement employé par l'armée indienne ; il reprend la tourelle moulée du T-72B amélioré. Il est reconnaissable par ses trois grandes antennes radio montées sur la tourelle.
- T-90S obr. 2002 Bhishma : identique au T-90S obr. 2001 indien à l'exception de sa nouvelle tourelle qui est faite de tôles de blindage mécano-soudées et non plus moulées d'une seule pièce.
- T-90SK obr. 2002 : char de commandement employé par l'armée indienne ; il possède également la tourelle mécano-soudée. Il est reconnaissable par ses trois grandes antennes radio montées sur la tourelle et le coffre à outils monté sur l'avant gauche de la tourelle.
- T-90SA : T-90S employé par l'armée de terre algérienne. Il diffère du prototype de T-90S de 1999 par sa paire de détecteurs d'alerte laser montés au-dessus du canon de 125 mm et par son climatiseur monté sur le flanc droit de sa tourelle.
- T-90S Ouganda : identique aux T-90SA vendus à l'Algérie à l'exception de l'absence de climatiseur.
- T-90S Irak : les T-90S employés par l'armée irakienne reprennent les anciennes chenilles à axe secs RMSh, un climatiseur est monté sur le flanc gauche de la tourelle et un groupe auxiliaire de puissance est monté sur le déport de caisse, au-dessus du barbotin gauche. Le train de roulement est protégé sur les deux tiers de la longueur par des pré-blindages latéraux intégrant le blindage réactif explosif Relikt tandis que le dernier tiers est protégé par des grilles de protection statistiques.

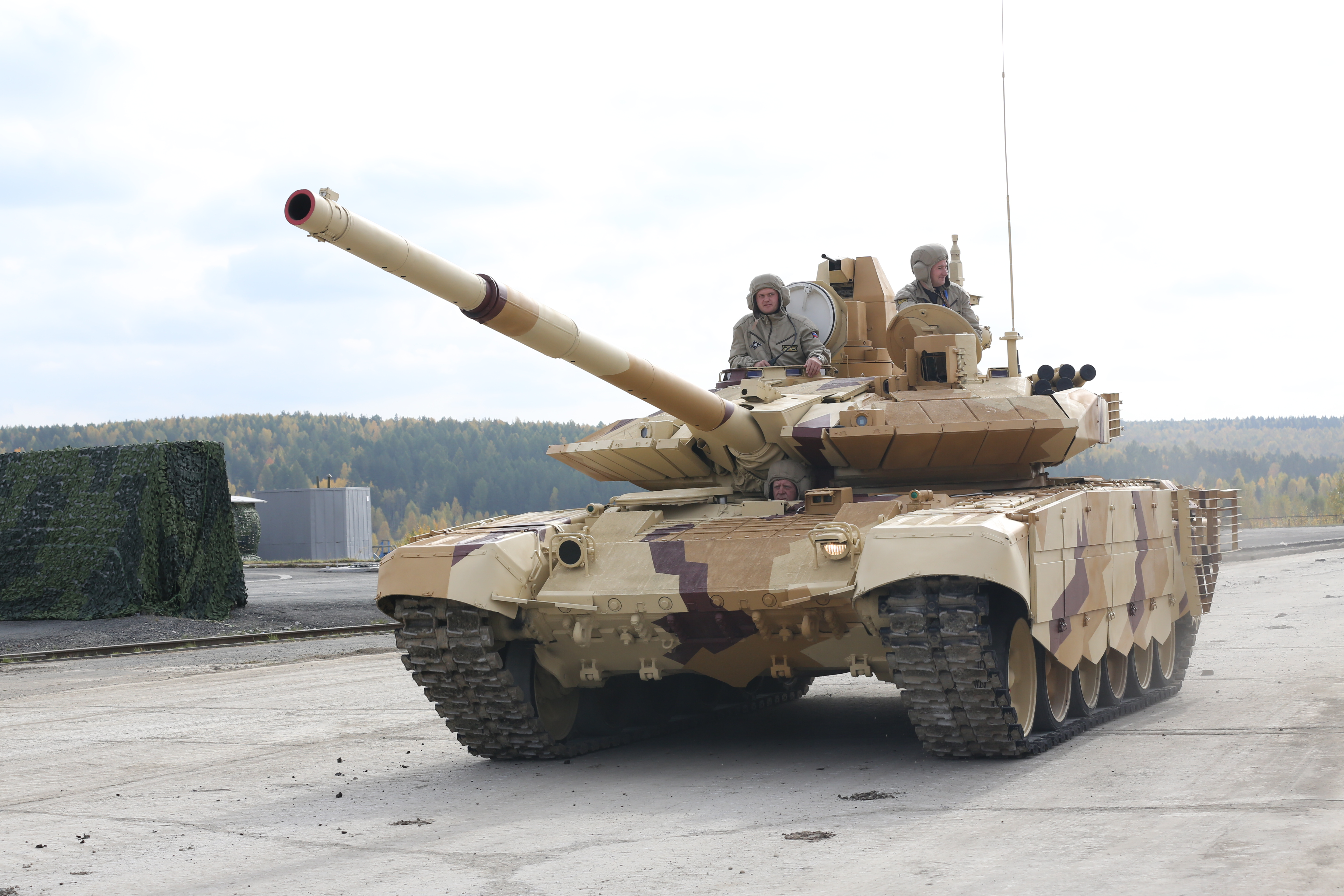
Le T-90MS en démonstration lors du salon de l'armement Russian Arms Expo (RAE), en 2013.

- T-90MS : Dévoilé en septembre 2011 lors du salon RAE-2011 « Russian Arms Expo » de Nijni Taguil. Le T-90MS améliore toutes les fonctions de l'engin. Le tireur possède un nouveau viseur jour-nuit SOSNA-U intégrant une caméra thermique, un télémètre laser et la conduite de tir Kalina avec capacité de suivi automatique des cibles mobiles. Le chef de char dispose d'un nouveau tourelleau offrant une meilleure vision périphérique ainsi que d'un jeu de quatre caméras vidéo TVKT-95N montées sur le mât de la sonde aérologique. Il dispose également d'un viseur panoramique armé Hawkeye intégrant une voie jour vidéo, caméra thermique et un télémètre laser. L'image filmée peut être recopiée sur les deux moniteurs TV du tireur et du chef de char. Le viseur panoramique armé intègre un affût téléopéré UDP T05BV-1 pouvant être armé d'une mitrailleuse 6P7K de calibre 7,62 mm ou d'une mitrailleuse lourde Kord de calibre 12,7 mm. Un blindage réactif explosif Relikt protège le glacis, l'avant, les flancs et le toit de la tourelle ainsi que les deux premiers tiers du train de roulement. Le dernier tiers et l'arrière de la tourelle étant protégés par des grilles de protection statistiques. Dix des quarante obus de calibre 125 mm embarqués sont placés dans un coffre monté à l'extérieur de la tourelle. Le carrousel du système de chargement automatique est entouré d'un carénage en aluminium et un revêtement pare-éclats en fibre d'aramide tapisse l'intérieur du compartiment de combat. La conduite du char est facilitée grâce au remplacement des leviers de direction par un guidon, le passage des vitesses est désormais assisté électroniquement à l'aide d'un boîtier électronique monté sous le levier de vitesses. Le nouveau moteur V-92S2F, développant 1 130 ch compense l'augmentation de la masse du char et possède des sécurités électroniques et un filtre à air plus performant. Un groupe auxiliaire de puissance de 10 ch est monté sur le déport de caisse, au-dessus du barbotin gauche.
- T-90MSK : char de commandement dérivé du T-90MS, il diffère de ce dernier par l'installation d'un système d'information terminale (SIT) comprenant une liaison satellite GLONASS ou Navstar et un moniteur vidéo multifonction affichant, en temps réel, une carte de la zone d'opération avec les unités amies et ennemies.

### Variantes spécialisées

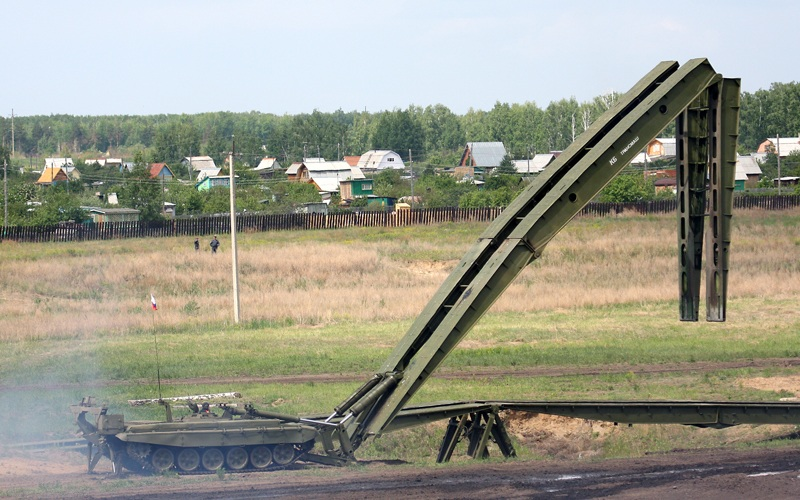
Un char-pont MTU-90 lors d'une exposition à Omsk, en 2009.

- IMR-2MA / IMR-3 : engin de combat du génie basé sur le châssis du T-90 avec une lame de bulldozer et une grue (2 tonnes). Un système de déminage KMT peut aussi être monté. L’IMR-2MA (ou IMR-3) est entré en production en 1996 pour succéder à l’IMR-2 sur châssis de T-72. Il peut opérer en environnement NBC.
- MTU-90 Gusenitsa-1 : engin blindé poseur de pont sur châssis du T-90. Il transporte un pont de 24 m replié en trois parties qui peut être mis en place en 2 à 2:30 minutes sans que l’équipage de deux hommes n’ait à sortir du blindé. Ce pont est capable de supporter 50 tonnes pour une capacité de 150 véhicules par heure. Il pèse lui-même 8,6 tonnes. Le MTU-90 est également compatible avec le pont TMM-6 Gusenitsa-2 normalement transporté par un camion 8x8 BAZ-7930.
- Prokhod : char de déminage télécommandé basé sur un châssis de T-90 modifié, évolution du BMR-3M.Char de déminage Prokhod, sur chassis du T-90

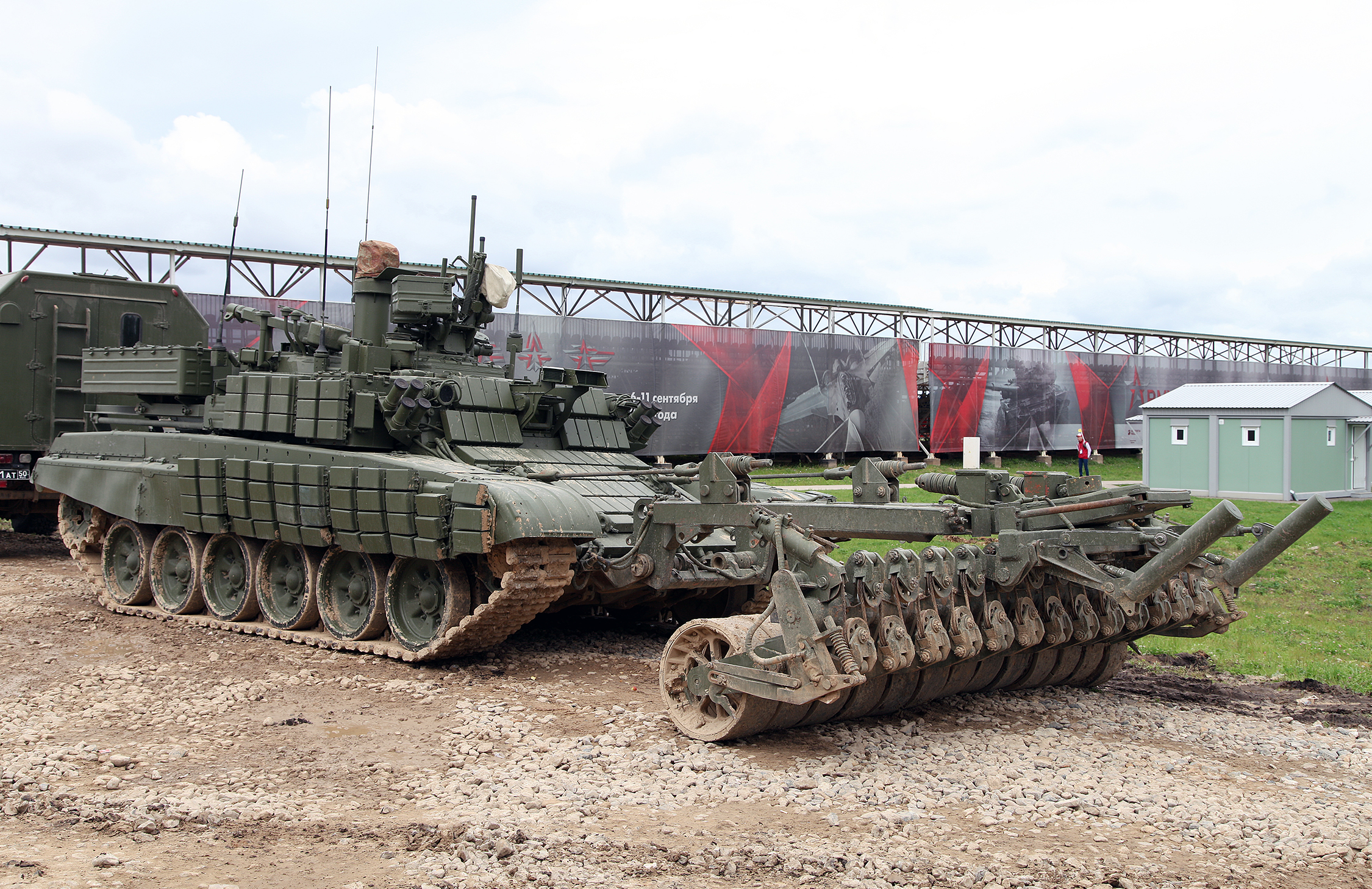
Char de déminage Prokhod, sur chassis du T-90

- BMR-3M : char de déminage basé sur un châssis de T-90 modifié avec une nouvelle superstructure remplaçant la tourelle, un blindage renforcé du plancher, un blindage réactif plus étendu que sur le T-90, etc. Le BMR-3M est équipé du système de déminage KMT-7 comprenant des rouleaux et un dispositif électromagnétique déclencheur de mines. La vitesse du BRM-3M en mode déminage est de 5 à 12 km/h. Une grue permet de charger le KMT-7 sur le châssis arrière quand il n’est pas utilisé. Des équipements individuels de déminage (protections et détecteurs) sont également transportés. L’équipage se compose de 5 hommes : conducteur, chef de char et 3 sapeurs du génie. Ils peuvent rester deux jours dans leur blindé sans sortir grâce aux équipements de vie à bord. Le BMR-3M pèse 43 tonnes sans le KMT-7 et 51 t avec. Il peut franchir des gués de 5 m de profondeur au schnorchel. Testé par l’armée russe à partir de 1999, il serait entré en service en 2000 avant que la production en série ne débute véritablement en 2004.

## Opérateurs
- Russie : Entre 497 et 550 T-90[32] reçus par l'armée russe entre 1992 et 2011, dont 161 T-90 modèle 1992, 16 T-90K et 320 T-90A[33]. Livraisons à partir du printemps 2020 de T-90M Proryv-3[34]. Au moins 400 T-90M en service à la fin de l’année 2024[35]
- Inde : 320 T-90S en 2015, livrés à partir de 2004[36]; 464 autres commandés en 2019 en production depuis 2020. Objectif : 32 régiments à 45 chars en ligne et 17 de réserve soit 1 964 chars[37]. 1150 T-90S en 2022[38].
- Algérie : en mars 2006, la Russie accepte de supprimer la dette algérienne, s'élevant à 4,7 milliards[39], qui fut contractée du temps de l'Union soviétique en échange d'un contrat visant à acheter pour 7 milliards de dollars d'armement russe[40]. Il s'ensuit l'achat de 185 T-90SA, 30 livrés en 2006, 102 livrés en 2007, 53 livrés en 2008[41]. Un deuxième lot de 187 exemplaires est commandé, 86 sont livrés en 2012 et 101 en 2013[42]. En 2015, un troisième lot de 200 exemplaires est commandé, 67 sont livrés en décembre 2015, 67 en juillet 2016 et 66 livrés en décembre 2016[43] pour un total de 572 chars en service à partir du 14 décembre 2016.
- Azerbaïdjan : 200 T-90S commandés en 2011.
- Irak : 73 T-90S commandés en 2016, les dix premiers sont livrés en février 2018. 39 équipent à partir de juin 2018 la 35e brigade de la 9e division[44].
- Ouganda : 44 T-90S livrés en 2011[45].
- Turkménistan : 10 à 12 T-90S commandés et livrés en 2009.
- Syrie: 10 90A provenant des stocks russes livrés à l'Armée Arabe syrienne en 2015[46].
- Vietnam : 64 T-90S et T-90SK commandés confirmés en juillet 2017[47]
- Ukraine : 12 T-90A et 2 T-90M[48] capturés[49].